# Fuertesimalva stipulata
Fuertesimalva stipulata är en malvaväxtart som först beskrevs och senare fick sitt nu gällande namn av Paul Arnold Fryxell.
Fuertesimalva stipulata ingår i släktet Fuertesimalva och familjen malvaväxter. Inga underarter finns listade i Catalogue of Life.